# Soul
Soul (korejsky 서울특별시,  Soul Tchukpjolši) je hlavní město Jižní Koreje (Korejské republiky). Protéká jím řeka Han a rozprostírá se na ploše 605 km². Žije zde přibližně 9,67 milionu obyvatel (v aglomeraci přes 24 milionů). První zmínky o osídlení jsou z roku 18 př. n. l. a za celou svou historii město změnilo mnohokrát název. V 16. století jej napadli a poškodili Japonci a vpád Mandžuů znamenal připojení Koreje k říši Čching. Po skončení čínsko-japonské války, byla 15. dubna 1895 podepsána Šimonosecká mírová smlouva a tím skončila nadvláda Číny. Vzniklo Korejské císařství s hlavním městem Soulem. Město hostilo v roce 1988 letní olympijské hry a roku 2002 mistrovství světa ve fotbale. V 90. letech 20. století sem proudilo velké množství zahraničních pracovníků, převážně ze sousedních zemí, ale také z USA. Rozmach dopravy začal již za Korejského Impéria a dnes je zde k vidění např. rychlovlak KTX nebo 12 linek metra. V blízkosti města se nacházejí dvě letiště, Inčchon a Kimpcho.

## Historie

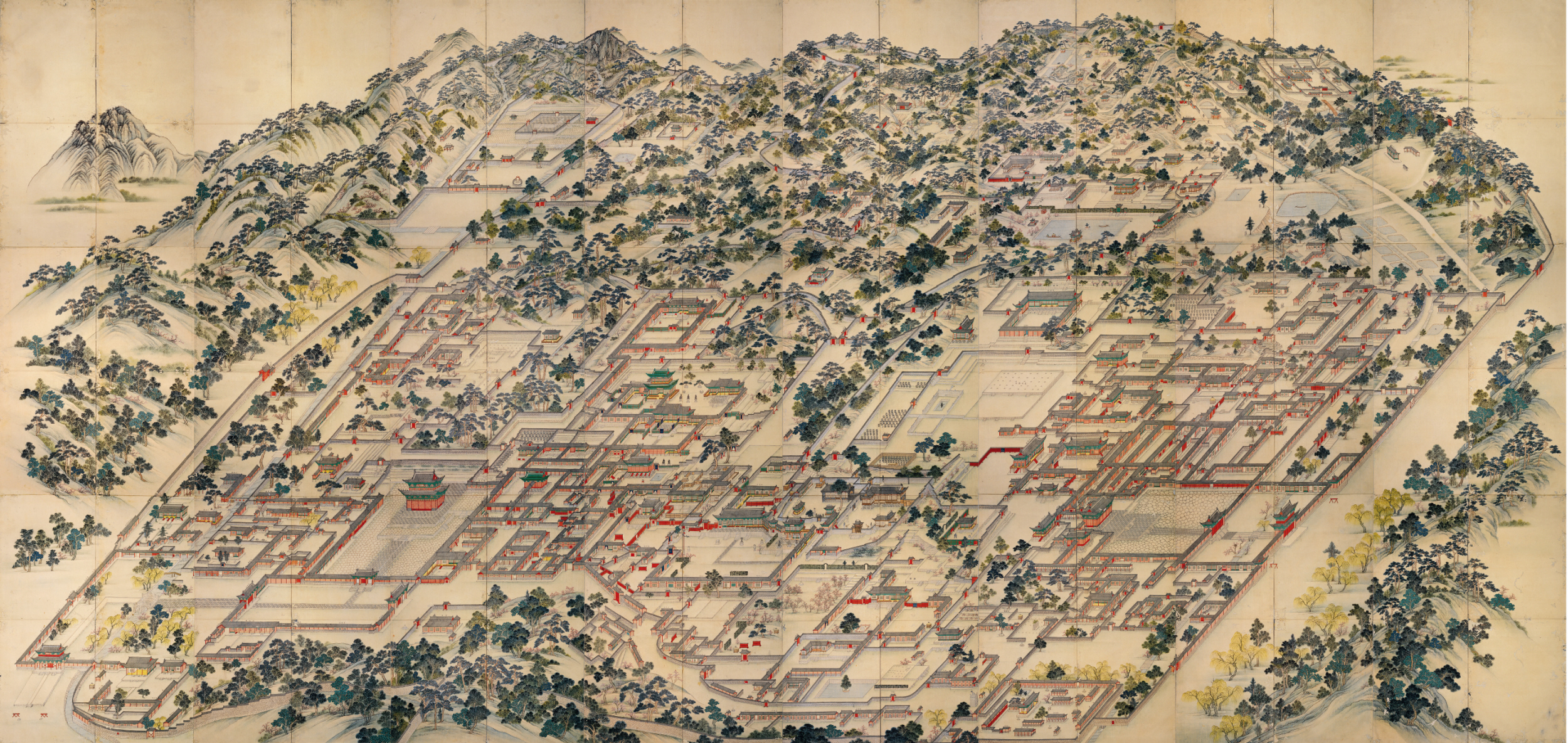
Tonggwolto – malba z 19. století

Počátky prvního osídlení se datují od roku 18 př. n. l. Město změnilo v průběhu celé své historie několikrát název. V 8. století se této oblasti říkalo Hanjang, což v češtině znamená: Na jih od opevněné hory Pukhansan. Roku 1104 zde byla obec Jangdzu, ve které byl postaven palác na místě dnešního středu města a sloužil jako občasné sídlo krále. Když roku 1308 získalo město status vojenského a administrativního střediska, bylo přejmenováno na Hanjang-bu. Později se stalo hlavním městem království Čoson a dostalo název Hansongbu. V 16. století bylo město napadeno a poničeno Japonci. Následný vpád Mandžuů znamenal, že se Korea stala součástí říše Čching. Po skončení čínsko-japonské války, byla podepsána 15. dubna roku 1895 Šimonosecká mírová smlouva, která zemi osvobodila od nadvlády Číny. Následně bylo založeno Korejské císařství s hlavním městem Soulem. Ovšem v průběhu začátku 20. století zemi opět obsadili Japonci a okupace trvala až do skončení 2. světové války roku 1945. Až 15. srpna 1948 byla vyhlášena nezávislá Korejská republika. Ve městě se v roce 1988 konaly letní olympijské hry a v roce 2002 mistrovství světa ve fotbale. Největší příliv pracovníků z ciziny byl zaznamenán v 90. letech, kdy statisíce lidí přijížděly do města hledat zaměstnání. Jednalo se převážně o lidi z okolních zemí, ale početná skupina přijela i z USA. Dnešní město patří mezi nejmodernější na světě a také nejdražší.

## Geografie

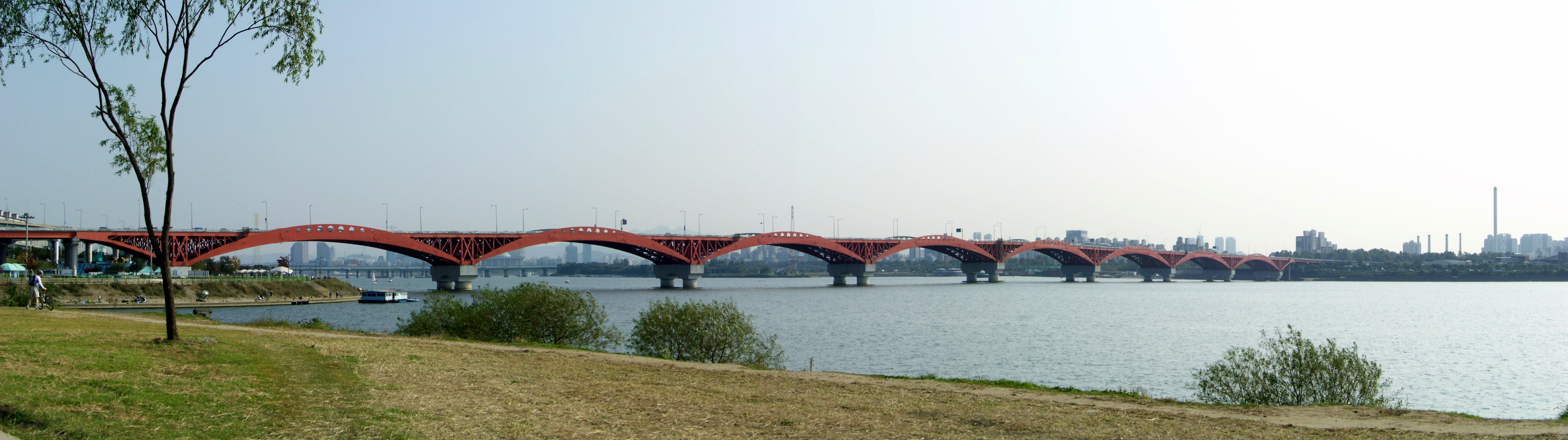
Řeka Han

Původní město bylo obkrouženo čtyřmi hlavními vrcholky regionu: Mt. Bugaksan, Mt. Naksan, Mt. Inwangsan a Mt. Namsan. Každá hora oplývá svoji specifickou krásou a nabízí okázalý pohled na město. Soul rozděluje řeka Hangang, která pramení v horském hřbetu Tchebek a ústí do zálivu Kanchvaman ve Žlutém moři. Mezi její nejvýznamnější přítoky protékající městem patří Torimčchon a Cheonggyecheon. Město leží v nadmořské výšce 80 metrů a 50 km od hranic s Korejskou lidově demokratickou republikou, což mnozí tamní obyvatelé považují za mrzuté, protože jsou vztahy mezi těmito dvěma zeměmi dlouhodobě napjaté.

### Podnebí
Zdejší klima je hodnoceno jako mírné, se čtyřmi zřetelnými obdobími. Avšak rozdíly mezi teplotami v zimě a v létě jsou extrémní. V létě ohřívají vzduch proudy větrů od Jižního Pacifiku a teploty dosahují až 35 °C. Naopak v zimě zde vane studený vítr ze Sibiře a teplota může klesnout i k minus 13 °C. Průměrné červencové teploty se pohybují okolo 25 °C, v lednu okolo −4 °C. Průměrné množství srážek v červenci činí 369 mm, v lednu 22 mm. Podnebí v okolí města je kontinentální, typické pro monzunové oblasti.

## Demografie
| Rok  | Obyvatelé |
| ---- | --------- |
| 1960 | 2 444 874 |
| 1965 | 3 470 880 |
| 1970 | 5 536 169 |
| 1975 | 6 889 470 |
| 1980 | 8 366 756 |

| Rok  | Obyvatelé  |
| ---- | ---------- |
| 1985 | 9 645 932  |
| 1990 | 10 627 790 |
| 1995 | 10 595 943 |
| 2000 | 10 373 234 |
| 2005 | 10 297 004 |

| Rok  | Obyvatelé  |
| ---- | ---------- |
| 2010 | 10 575 447 |
| 2015 | 9 904 312  |
| 2018 | 9 806 538  |
| 2020 | 9 668 465  |

Podle průzkumů z roku 2012, počet obyvatel za poslední 2 roky klesl. Dnes zde žije 10,4 milionů lidí, přitom v roce 2011 jich zde žilo 10,6 milionů. Pokles byl zapříčiněn vyšším odlivem obyvatel, nežli jejich přílivem. Podle statistik město opustilo 596 000 obyvatel a naopak 487 000 se sem přistěhovalo. Počet narozených dětí pak činil 95 000 a počet úmrtí 41 000. Ve městě značně klesl počet etnických Korejců, Američanů a Rusů. Přírůstek zaznamenaly počty Číňanů, Japonců a Vietnamců. Největší zastoupení mají Číňané korejského i nekorejského původu (celkem přes 225 000) a Američané (cca 10 000). Zatímco celkový počet obyvatel klesá, délka průměrného života roste. Počet lidí ve věku nad 65 let vzrostl o 68 000 na celkových 1,1 milionu. Populace ekonomicky činných lidí (věk od 15 do 64 let) čítá 7,8 milionů obyvatel.

## Ekonomika
Ačkoliv Soul zabírá jen 0,6 procenta Jižní Koreje, sám vytváří 21% HDP země. Své ředitelství zde mají firmy jako Samsung, LG, Hyundai nebo Kia. Město se stalo významným obchodním centrem. HDP na osobu činilo v roce 1960 pouhých 79 amerických dolarů. Roku 1963 se chopil moci diktátor Pak Čong-hui a jeho radikální reformy položily základy pro silnou exportní ekonomiku. V dnešní době[kdy?] činí HDP na osobu 31 800$ a je zde minimální nezaměstnanost (3,3%).

## Doprava
Dopravní infrastruktura v Soulu patři mezi nejlepší na světě a stále se rozvíjí. Systém dopravy se traduje do dob Korejského císařství, kdy vznikly první tramvajové linky a železnice spojující Soul a Inčchon. Největší problém činí přeplněné silnice, které způsobují ochromující dopravní zácpy. Není se čemu divit. Vždyť podle statistiky je v Soulu registrováno na 3 miliony vozidel.

### Vlaky
Vlaková doprava je v Soulu a i v celé zemi na vysoké úrovni. Železnice spravuje státní podnik KORAIL založený v roce 1963. Po kolejích se zde prohánějí rychlovlaky (KTX) rychlostí přes 300 km/h. Zajímavé je, že vlaky jezdí na dvoukolejných tratích vlevo a průvodčí se více starají o cestující, než o kontrolování jízdenek. Pohodlí ve vozech zvyšuje i možnost otočení sedadel ve směru jízdy.

### Metro

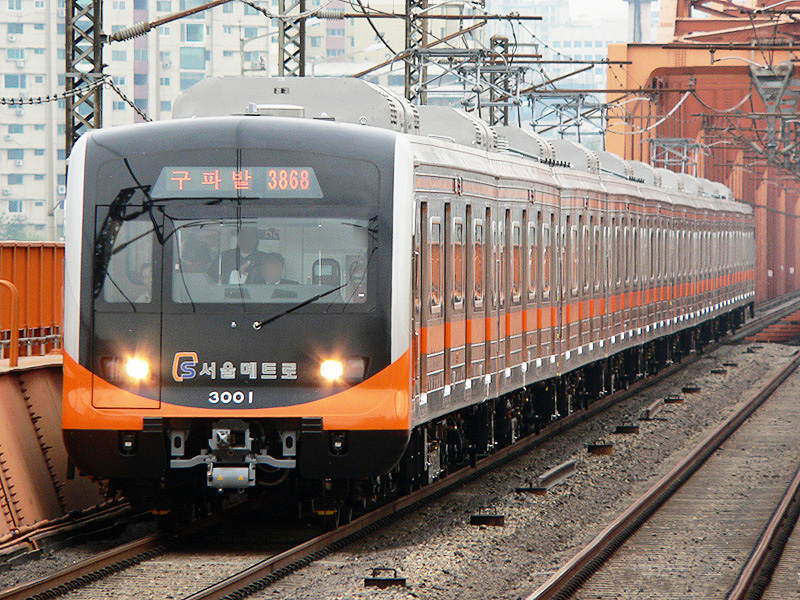
Souprava metra v Soulu, 3000series EMU

Metro v Soulu patří mezi nejvytíženější na světě a délkou 406 km je 3. nejdelším na světě. Pro srovnání, linky pražského metra dohromady měří 65,2 kilometru. Čítá 9 linek a denně přepraví více než 8 milionů lidí. Stavba metra začala v roce 1974 a každým rokem se rozšiřuje. Podle průzkumů se jedná o nejmodernější metro na světě. Většina vozů je vybavena digitálními plochými obrazovkami a vyhřívanými sedačkami, které jsou v zimě automaticky vytápěny.

### Autobusy
Jedná se o nejekonomičtější a snadno dostupnou formu dopravy. Autobusy se zde rozlišují podle barev. Modrou barvu mají autobusy, které jezdí relativně dlouhé vzdálenosti. Zelené autobusy jezdí na kratších linkách a většinou mají zastávky na místě, kde se dá přestoupit na metro nebo jiný autobus. Červené autobusy jsou expresní a jezdí do příměstských oblastí. Žluté autobusy operují v uzavřeném okruhu v rámci Soulu. Mnoho silnic ve městě má vyhrazený pruh pouze pro autobusy.

### Letiště
Nachází se zde 2 letiště. Mezinárodní letiště Inčchon je největší letiště v Jižní Koreji a jedno z největších v Asii. Je vzdáleno 52 km západně od hlavního města Soulu. V roce 2009 bylo Mezinárodní letiště Inčchon zvoleno agenturou Skytrax nejlepším letištěm světa. I přes svoji velikost je letiště přehledné. Kromě standardních služeb můžete využít třeba luxusní golfové hřiště nebo lázně „Spa on Air“. Druhé letiště se jmenuje Kimpcho a dříve sloužilo jako hlavní mezinárodní letiště, dokud ho v roce 2001 nevystřídalo letiště Incheon (Inčchon). Stále však přepravuje mnoho cestujících. Například v roce 2011 to bylo přes 18 milionů pasažérů.

## Pamětihodnosti

### Seoul Tower
Oficiální název je YTN Seoul Tower, ale obvykle je známá pod názvy Seoul Tower nebo Namsan Tower. Věž byla postavena roku 1969 na hoře Namsan v centru Soulu. Od základů měří 236 m a vrchol se nachází v nadmořské výšce 483 metrů. Pro veřejnost byla otevřena v roce 1980, slouží jako vysílač a rozhledna. Ve čtvrté, tedy poslední vyhlídkové plošině, se nachází otočná restaurace, která se otočí jednou za 48 minut. Večer září v modrých barvách.

### Kjongbokkung
Kjongbokkung, také známý jako Gyeongbokgung Palace nebo Gyeongbok Palace – je královský palác, který se nachází v severní části Soulu. První konstrukce paláce byla postavena v roce 1395, později však byla spálena a na téměř 3 století opuštěna. V roce 1867 byl přestavěn a stal se největším palácem postaveným dynastií Čoson. Na začátku 20. století byla značná část paláce poškozená Japonci. Od té doby je palácový komplex restaurován zpět do původní podoby. V roce 2013 stále stojí zhruba 40 % z původního počtu zámeckých budov nebo jsou rekonstruovány.

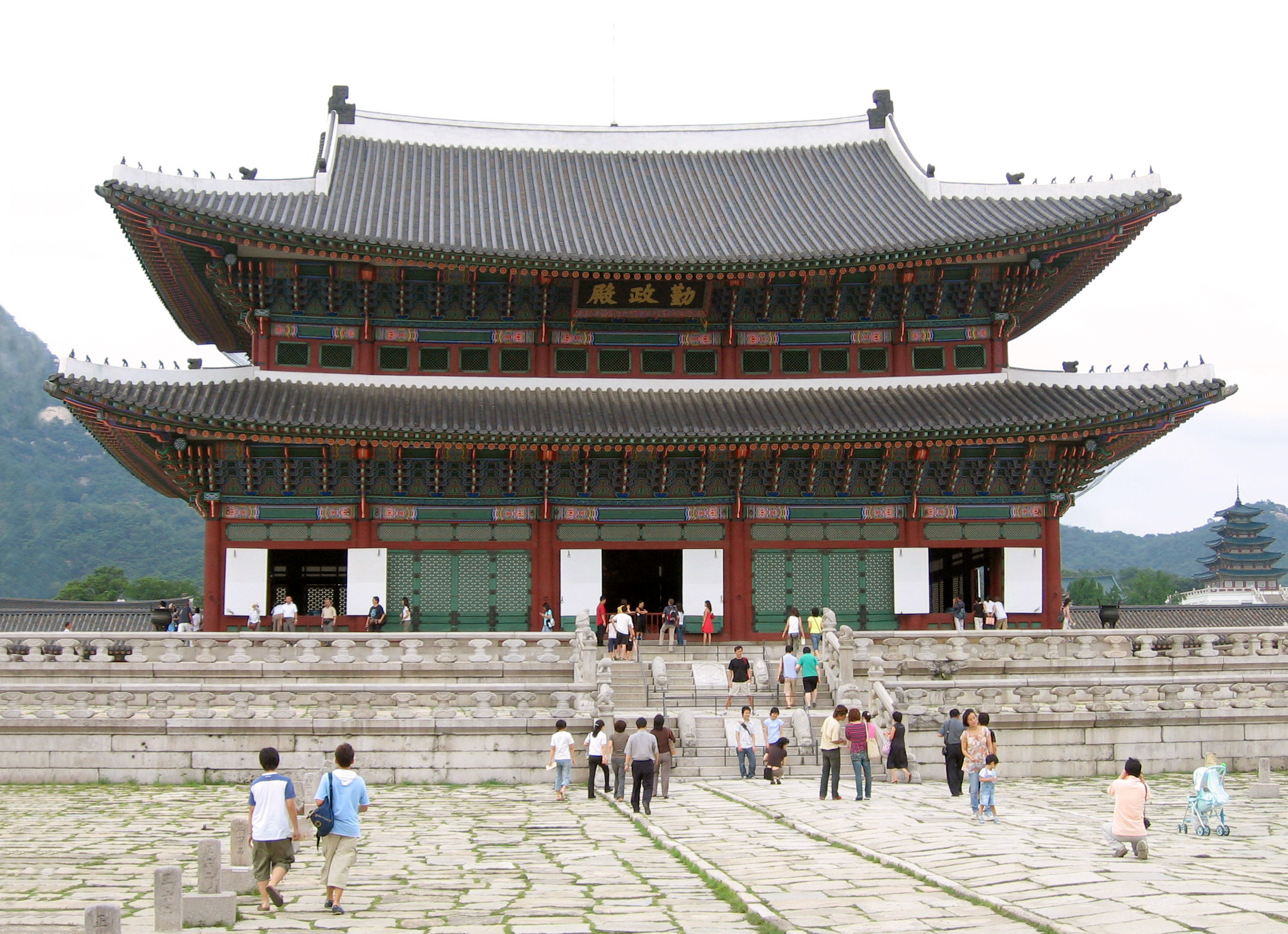
Kjonbokun

### Muzea a galerie
V Soulu sídlí například Korejské národní muzeum a umělecké muzeum firmy Samsung Leeum, známé také moderní architekturou svých budov.

### Mjong-dong
Čtvrť Mjong-dong („jasné město“) se nachází v samotném srdci Soulu. Mjong-dong je považován za centrum nakupování a módy. V této části města se nachází také centrální pošta, čínská ambasáda a několik nejlepších obchodních domů v celé Koreji. V okolí se nachází zajímavé restaurace nabízející speciality místní kuchyně nebo i kuchyně západních civilizací. Dále můžete v okolí navštívit bary, kina, galerie a zábavní podniky.

### Olympijský park
Olympijský park byl postaven k hostování letních olympijských her v roce 1988 a nachází se v Songpa-gu, Bangi-dong. V roce 2011 byla olympijská hala přestavěna na koncertní síň. Po přestavbě přibylo 2 452 sedadel v hlavním sále, výstavní místnost s historií korejského popu od roku 1920 až po současnost a malé divadlo s kapacitou 240 míst pro indické hudebníky a nové umělce.

### Seoul World Cup Stadium
Seoul World Cup Stadium je fotbalový stadion postavený pro účely mistrovství světa v roce 2002 a je také často nazýván jako Sangam Stadium. Byl dokončen roku 2001 a nalezneme ho v Seongsan-dong, Mapo-gu. V současné době je to 2. největší stadion v Asii s kapacitou 66 806 míst, včetně 816 míst pro VIP, 754 míst k sezení pro novináře a 75 soukromých pokojů Sky Box, každý s kapacitou pro 12 až 29 osob. Výstavba stadionu vyšla na 200 milionů $.

### Čchangdokkung
Čchangdokkung, také známý jako Changdeokgung Palace nebo Changdeok Palace – je zasazen do rozlehlého parku v Jongno-gu. Je to jeden z paláců postavených dynastií Čoson (1392–1897). Vzhledem k tomu, že se nachází východně od paláce Kjongbok, byl nazýván také jako východní palác. Palác byl dokončen v roce 1412, ale nečekala ho příznivá budoucnost. O století později, roku 1592, byl vypálen při japonské invazi a rekonstruován byl v roce 1609 králem Sondžem a králem Kwanghegunem. Palác byl zapálen i v dalších letech, ale vždy si zachoval svůj originální vzhled. Poslední korejský císař Sundžong zde žil až do své smrti v roce 1926. V současné době existuje 13 původních budov a 28 pavilónů na ploše 45 hektarů. Stejně jako ostatní paláce, i on byl značně poničen v době japonské okupace (1910–1945). Jižně od Čchangdokkungu se rozkládá areál svatyně Čongmjo, další památky chráněné UNESCEM.

## Administrativní členění
Soul je rozdělen na 25 městských čtvrtí nazývaných gu, ty jsou rozděleny na 522 dongů, ty na 13 787 tongů a ty na 102 796 banů. 

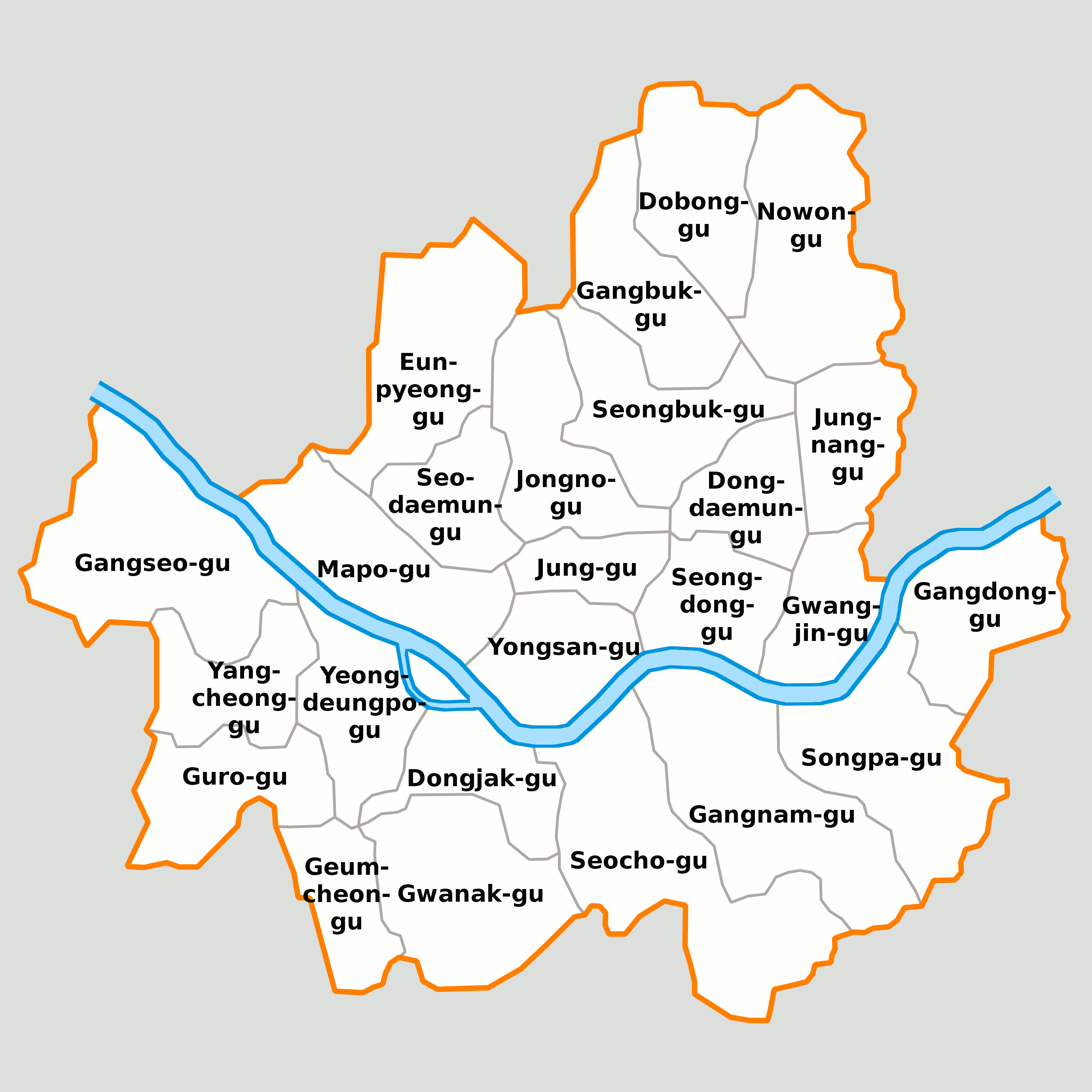
Členění Soulu na čtvrti

### Seznam městských čtvrtí
- Čongno-gu
- Čung-gu
- Čungnang-gu
- Jangčchon-gu
- Jongdungpcho-gu
- Jongsan-gu
- Kangbuk-gu
- Kangdong-gu
- Kangnam-gu
- Kangso-gu
- Kumčchon-gu
- Kuro-gu
- Kwanak-gu
- Kwangdžin-gu
- Mapcho-gu
- Nowon-gu
- Sočcho-gu
- Sodemun-gu
- Songbuk-gu
- Songdong-gu
- Songpcha-gu
- Tongdemun-gu
- Tongdžak-gu
- Unpchjong-gu

## Partnerská města
- Ankara, Turecko (1971)
- Astana, Kazachstán (2004)
- Athény, Řecko (2006)
- Bangkok, Thajsko (2006)
- Bogota, Kolumbie (1982)
- Ciudad de México, Mexiko (1993)
- Hanoj, Vietnam (1996)
- Honolulu, Spojené státy americké (1973)
- Jakarta, Indonésie (1984)
- Káhira, Egypt (1997)
- Moskva, Rusko (1991)
- Nový Jižní Wales, Austrálie (1991)
- Peking, Čína (1992)
- San Francisco, Spojené státy americké (1976)
- São Paulo, Brazílie (1977)
- Taškent, Uzbekistán (2010)
- Tchaj-pej, Tchaj-wan (1968)
- Tokio, Japonsko (1988)
- Ulánbátar, Mongolsko (1995)
- Varšava, Polsko (1996)
- Washington, D.C., Spojené státy americké (2006)